# Мидлоудиън
Мидлоудиън (на английски: Midlothian, на шотландски: Meadhan Lodainn) е една от 32-те области в Шотландия. Граничи с град Единбург и областите Източен Лоудиън и Шотландски граници.

## Населени места
| Карта          | Населени места в Мидлоудиън |
| -------------- | --------------------------- |
| Населени места | - Далкийт (Dalkeith)        |